# Nicholls Town
Nicholls Town – miasto na Bahamach, na wyspie Andros. Według danych szacunkowych na rok 2008 liczy 258 mieszkańców. Ośrodek turystyczny. Dwudzieste pierwsze co do wielkości miasto kraju. W mieście znajduje się port lotniczy San Andros.